# Aveba

Aveba est une localité de la République démocratique du Congo située dans la province de l'Ituri, territoire d'Irumu, Chefferie des Walendu Bindi.